# Карначівська сільська рада
Карначі́вська сільська́ ра́да — адміністративно-територіальна одиниця та орган місцевого самоврядування в Лановецькому районі Тернопільської області. Адміністративний центр — село Карначівка.

## Загальні відомості
- Територія ради: 1,07 км²
- Населення ради: 667 осіб (станом на 2001 рік)
- Територією ради протікає річка Жирак

## Населені пункти
Сільській раді були підпорядковані населені пункти:
- с. Карначівка
- с. Шили

## Склад ради
Рада складалася з 15 депутатів та голови.
- Голова ради: Лемець Петро Петрович
- Секретар ради: Юрчак Антоніна Федорівна

### Керівний склад попередніх скликань
| Прізвище, ім'я, по батькові | Основні відомості                                                                                  | Дата обрання | Дата звільнення |
| --------------------------- | -------------------------------------------------------------------------------------------------- | ------------ | --------------- |
| Шеліга Василь Федорович     | Сільський голова, 1964 року народження                                                             | 26.03.2006   | 31.10.2010      |
| Лемець Петро Петрович       | Сільський голова, 1967 року народження, освіта вища, член Всеукраїнського об'єднання «Батьківщина» | 31.10.2010   |                 |

Примітка: таблиця складена за даними сайту Верховної Ради України

### Депутати
За результатами місцевих виборів 2010 року депутатами ради стали:

#### За суб'єктами висування
| Суб'єкт висування                                       | Кількість обраних депутатів | %    |
| ------------------------------------------------------- | --------------------------- | ---- |
| Політична партія Всеукраїнське об'єднання «Батьківщина» | 9                           | 60   |
| Самовисування                                           | 4                           | 26,7 |
| Народна партія                                          | 2                           | 13,3 |

#### За округами
| № округу                                                | Прізвище, ім'я, по батькові | Дата визнання обраним | Освіта             | Партійна приналежність                        | Відомості про обраного депутата                     |
| ------------------------------------------------------- | --------------------------- | --------------------- | ------------------ | --------------------------------------------- | --------------------------------------------------- |
| Народна Партія                                          |                             |                       |                    |                                               |                                                     |
| 5                                                       | Біловус Степан Васильович   | 01.11.2010            | середня            | член Народної партії                          | ФГ «Агро-Шили», комбайнер                           |
| 12                                                      | Мацюк Валентина Василівна   | 01.11.2010            | вища               | член Народної партії                          | ФГ «Агро-Шили», головний бухгалтер                  |
| Політична партія Всеукраїнське об'єднання «Батьківщина» |                             |                       |                    |                                               |                                                     |
| 1                                                       | Герасимюк Ірина Василівна   | 01.11.2010            | середня спеціальна | позапартійна                                  | Відпустка по догляду за дитиною, зав.клубом с. Шили |
| 2                                                       | Лизун Іван Максимович       | 01.11.2010            | середня            | позапартійний                                 | ФГ «Айова», мельник                                 |
| 4                                                       | Кухарук Тарас Григорович    | 01.11.2010            | середня            | позапартійний                                 | м. Тернопіль ПЧ — 8, робітник мостової бригади      |
| 6                                                       | Недзельська Ольга Ігорівна  | 01.11.2010            | вища               | позапартійна                                  | Карначівська сільська рада, землевпорядник          |
| 7                                                       | Федчук Євгенія Яківна       | 01.11.2010            | вища               | позапартійна                                  | Станція Карначівка, начальник станції               |
| 8                                                       | Юрчак Олександр Сергійович  | 01.11.2010            | середня            | позапартійний                                 | Тернопіль-ська ДСГ, електромеханік                  |
| 9                                                       | Барвінський Ігор Сергійович | 01.11.2010            | середня            | позапартійний                                 | Місто Тернопіль Мостобуд, робітник                  |
| 11                                                      | Юрчак Антоніна Федорівна    | 01.11.2010            | вища               | член Всеукраїнського об'єднання «Батьківщина» | Карначівська сільська рада, секретар                |
| 13                                                      | Бондарук Олена Михайлівна   | 01.11.2010            | вища               | член Всеукраїнського об'єднання «Батьківщина» | Лопушнянська загальноосвітня школа, вчитель хімії   |
| Самовисування                                           |                             |                       |                    |                                               |                                                     |
| 3                                                       | Марусяк Василь Павлович     | 01.11.2010            | середня            | позапартійний                                 | Тернопіль молокозавод                               |
| 10                                                      | Марусяк Михайло Павлович    | 19.02.2012            | середня спеціальна | позапартійний                                 | тимчасово не працює                                 |
| 14                                                      | Яблонська Наталя Кузьмівна  | 01.11.2010            | середня спеціальна | член Народної партії                          | пенсіонер                                           |
| 15                                                      | Ференц Роман Володимирович  | 19.02.2012            | вища               | позапартійний                                 | Карначівська ЗОШ, вчитель                           |